# 索斯托山
46°32′54.3″N 8°57′07.1″E / 46.548417°N 8.951972°E

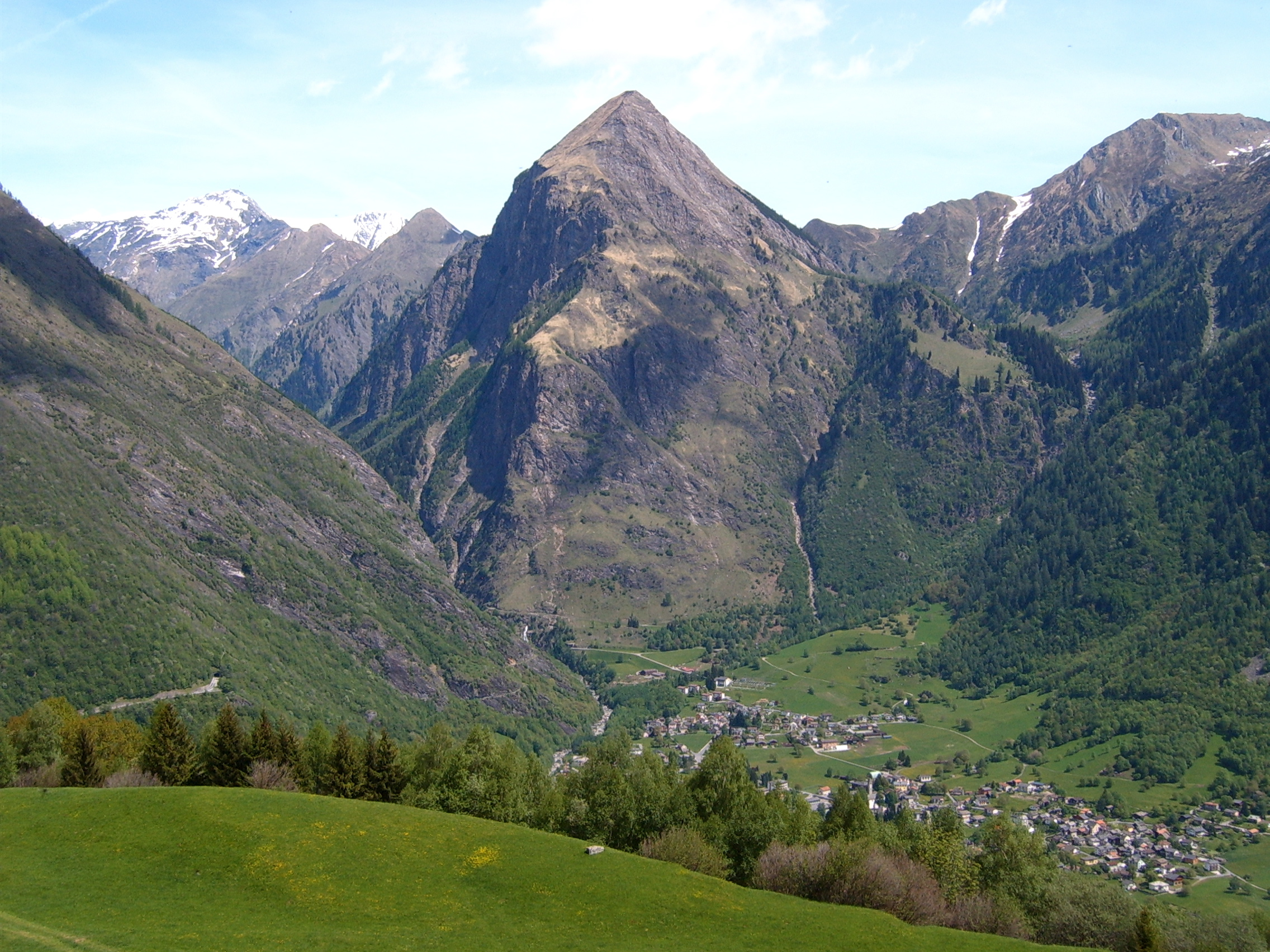

索斯托山（Sosto），是瑞士的山峰，位於該國南部，由提契諾州負責管轄，屬於勒蓬廷山的一部分，處於盧佐內湖以南，海拔高度2,221米，每年平均降雨量1,851毫米。